# Gérard Collin-Thiébaut
 (septembre 2014).
Si vous disposez d'ouvrages ou d'articles de référence ou si vous connaissez des sites web de qualité traitant du thème abordé ici, merci de compléter l'article en donnant les références utiles à sa vérifiabilité et en les liant à la section « Notes et références ».
Gérard Collin-Thiébaut est un artiste français, né le 4 juin 1946 à Lièpvre. Il vit et travaille à Besançon dans le Doubs, en France.

## Biographie
Gérard Collin-Thiébaut vit et travaille à Besançon et à Vuillafans.
Il travaille dans l’anonymat de 1968 à 1980, collectionnant et recopiant des images. Le 17 mai 1985, il commence à recopier L’Éducation sentimentale, de Flaubert, et présente sa copie le 18 novembre à la Bibliothèque nationale.
Il utilise ces images dans des œuvres composées d’un projecteur de diapositives synchronisé à un lecteur de cassettes audio. Certaines de ces œuvres ont été achetées par le centre Pompidou.
Depuis 1990, il travaille à la réalisation d'une œuvre totale : La Maison d'un artiste, ancien prieuré de capucins dans laquelle il vit périodiquement.
Parmi ses références, se trouvent Paul Otlet, Aby Warburg, Raymond Roussel, Marcel Duchamp, Gustave Flaubert et l'art populaire.

## Œuvres (sélection)

### Œuvres pérennes dans l'espace public
- Collections de caractères, bibliothèque droit et lettres de l’université de Pau et des pays de l'Adour, 1999
- Les Signes du temps, médiathèque de Quimperlé (façades), 2003-2004
- Des baigneuses pas très académiques, place de Bretagne, Rennes, 2002
- Tapisserie à la mémoire de Pasteur, préfecture de Lons-le-Saunier, France, 2002
- Mémorial national de la guerre d'Algérie et des combats du Maroc et de la Tunisie, quai Branly, Paris, 2002[4]
- Mémorial Loi 1901 Liberté d'Association, Plainoiseau, 2007
- Musée international de la parfumerie, Grasse, 2008
- Archives départementales de la Gironde, Bordeaux, 2012
- Vitraux du transept Nord, cathédrale de Tours, 2013
- Vitraux de la nef, cathédrale de Cahors, 2013
- Université de Nîmes, 1 % artistique, cour du bâtiment H, site Hoche, Nîmes, 2013
- Une colonne sans fin, groupe scolaire Rosa-Parks, Ivry-sur-Seine, 2014
- Monument des fraternisations, Neuville-Saint-Vaast, 2015
- Frise de verre coloré dans la gare de Lancy Pont-Rouge conçue par Jean Nouvel, Genève, 2017[5]
- Stèle en hommage aux victimes algériennes du 17 Octobre 1961 Paris, 2021
- Mémorial national de la guerre d'Algérie et des combats du Maroc et de la Tunisie, Paris, agrandissement et suite de la réalisation, 2022
- Mémorial en reconnaissance aux animaux sacrifiés durant les guerres, square Boucicaut, Paris 2024

### Interventions ponctuelles dans l'espace public
- Maebashi, Japon (coupons de transport pour le train) 1999
- Genève, tickets de tramway, 1998
- Strasbourg, tickets de tramway, bus, 1996-2001
- Grenoble, tickets de tramway, 1996
- Lyon, cartes de stationnement Piaf Lyon, 1993-2002
- Lyon, tickets d’horodateur 1991, 2000 et 2003
- Gwangju, Corée du Sud, The alley of the umbrellas, 2006, intervention sur une place publique